# フメンネー - スタクチーン線
フメンネー - スタクチーン線（フメンネー - スタクチーンせん、スロバキア語: Železničná trať Humenné – Stakčín）は、スロバキア国鉄の鉄道線の名称である。路線番号は196。
1909年に開業した。

## 運行形態

### 快速「レギオナルエクスプレス(REX)」
- プレショウ - フメンネー - スタクチーン　【夏季の土曜・休日運行】
季節限定で、一日2往復運行する。フメンネー以西は193号線に直通する。途中、ドルヘー村、スニナ町、スニナに停車する。2024年度は運行していない。
2021年に運行を開始した。当時は、ドルヘー村を通過していたが、2022年より停車となった。2024年度は運休。

### 普通
- フメンネー - スタクチーン
平日は1～2時間間隔、休日は2時間間隔で運行される。多くは、フメンネーで191号線コシツェ方面快速と接続する。ただし、2023年9月以降はバスによる代行輸送を行っている[1]。

## 駅一覧
以下では、スロバキア国鉄196号線の駅と営業キロ、停車列車、接続路線などを一覧表で示す。なお、全て各駅停車である。2023年9月より、全線でバスによる代行輸送を行っている。
| 路線名 | 駅名                           | 駅間営業キロ | 累計営業キロ | 接続路線         | 所在地       | 所在地       |
| ------ | ------------------------------ | ------------ | ------------ | ---------------- | ------------ | ------------ |
| 191    | フメンネー駅                   | -            | 0.0          | 191号線、193号線 | プレショフ県 | フメンネー郡 |
| 196    | フメンネー町駅                 | 0.9          | 0.9          | 191号線          | プレショフ県 | フメンネー郡 |
| 196    | ハジーン・ナド・チロホウ駅     | 3.6          | 4.5          |                  | プレショフ県 | フメンネー郡 |
| 196    | カメニツァ・ナド・チロホウ駅   | 2.3          | 6.8          |                  | プレショフ県 | フメンネー郡 |
| 196    | カメニツァ・ナド・チロホウ庭駅 | 0.9          | 7.7          |                  | プレショフ県 | フメンネー郡 |
| 196    | モドラー・ナド・チロホウ駅     | 2.9          | 10.6         |                  | プレショフ県 | フメンネー郡 |
| 196    | ドルヘー・ナド・チロホウ駅     | 1.6          | 12.2         |                  | プレショフ県 | スニナ郡     |
| 196    | ドルヘー・ナド・チロホウ村駅   | 1.0          | 13.2         |                  | プレショフ県 | スニナ郡     |
| 196    | ベラー・ナド・チロホウ駅       | 3.5          | 16.7         |                  | プレショフ県 | スニナ郡     |
| 196    | スニナ郊外駅                   | 2.7          | 19.4         |                  | プレショフ県 | スニナ郡     |
| 196    | スニナ町駅                     | 1.9          | 21.3         |                  | プレショフ県 | スニナ郡     |
| 196    | スニナ駅                       | 1.5          | 22.8         |                  | プレショフ県 | スニナ郡     |
| 196    | スタクチーン駅                 | 4.0          | 26.8         |                  | プレショフ県 | スニナ郡     |